# Казанский скоростной трамвай
Казанский скоростной трамвай — линия легкорельсового транспорта в Казани. Сооружена по большей части на базе реконструированных обычных трамвайных линий города.
Первый некольцевой этап в виде одного из самых длинных в России и СНГ трамвайных маршрутов № 5 запущен 31 октября 2012 года. Полное кольцо в виде самых длинных в мире городских встречных маршрутов № 5, 5а открыто 29 августа 2020 года (34 км).
Действует большей частью по Большому Казанскому кольцу (БКК). На линии преимущественно обращается современный многосекционный низкопольный подвижной состав российского и белорусского производства.
Трамвай движется со скоростью 30 км/час.

## Маршрут следования
Линия первого этапа была организована к проведению в городе летней Универсиады-2013 по части БКК: по проспекту Победы (Южной внутригородской магистрали) от микрорайона Солнечный город мимо Деревни Универсиады, через спальные районы Горки и Азино, далее по улице Академика Арбузова и Третьей транспортной дамбе, по проспекту Ямашева через спальный район Новое Савиново, по улицам Ленская, Большая Крыловка, Несмелова (микрорайон Ягодная слобода) и Адмиралтейской (Кировской) дамбе до главного железнодорожного вокзала. На участке от улицы Арбузова до Ленскоё удицы пути скоростного трамвая совмещены с обычным трамвайным маршрутом № 6, а от Ленской улицы до железнодорожного вокзала — с маршрутом № 1, на участке от железнодорожного вокзала до улицы Татарстан — с маршрутом № 2.
С 2009 по 2020 годы проводилась реконструкция и строительство новых участков трамвайных линий:
- участок линии по Кировской дамбе реконструирован вместе со строительством нового участка по улицам Несмелова, Краснококшайской, Большой Крыловке, включая подземные пешеходные переходы, в 2009—2010 годах;
- реконструкция участка на проспектах Ямашева и Победы, включая развязки, надземные и подземные пешеходные переходы, проводилась в 2010—2011 годах;
- новые участки, включая надземные пешеходные переходы и мост над Борисковской протокой озёр Кабан, сооружены по проспекту Победы в 2011—2012 годах, улице Баки Урманче в Солнечном городе в 2018—2019 годах и магистрали 100-летия ТАССР от Солнечного города до Борисково в 2019—2020 году.

В конце 2019 года некольцевой маршрут первого этапа был продлён на две остановки: «Улица Баки Урманче» и «Улица Мидхата Булатова». Трамвайное кольцо было полностью замкнуто 29 августа 2020 года.
По линии проходят встречные кольцевые маршруты № 5 (внутренний, по чётной стороне) и № 5а (внешний, по нечётной стороне) длиной 33 км с 45 остановками и временем в пути 1 час 45 минут.
Первое время пересадка со скоростного трамвая на Казанский метрополитен была организована только на станцию метро «Проспект Победы» первой Центральной линии на пересечении проспекта Победы и улицы Рихарда Зорге через подземный переход, а также на станцию метро «Яшьлек» этой же линии в пределах шаговой доступности от остановки скоростного трамвая недалеко от пересечения проспекта Ямашева и улицы Декабристов. В дальнейшем будут ещё несколько станций пересадок на Савиновскую линию метро.
Несмотря на неполное обособление и наличие пересечений с дорогами в одном уровне (см. ниже), осуществлён ряд инженерно-строительных мероприятий по увеличению степени изолирования путей от автотранспорта, в том числе через несколько развязок.
Большинство путей линии проложены на приподнятом обособленном полотне, на большинстве остановок используются частично крытые платформы с выходами из подземных или надземных пешеходных переходов. Не обособлены пути на Кировской дамбе от Кремлёвской набережной до ул. Несмелова протяженностью 1,5 км, по улицам Б. Шахиди и Г. Тукая от Привокзальной пл. до пл. Вахитова протяженностью 3,1 км и в тоннеле под улицей Декабристов от улицы Серова до остановки Декабристов протяженностью участка 800 метров. Также возможен выезд автотранспорта на пути на мосту Третьей транспортной дамбы из-за недостаточного поднятия полотна и наличия асфальтового покрытия в междупутье, протяженность участка около 300 метров. На обособленных участках междупутье засыпано гравием, на совмещенных заасфальтировано.
Помимо прохождения под или над путепроводами или уровнями ряда других развязок, в том числе в непротяжённом тоннельном уровне под улицей Декабристов, линия имеет разноуровневые изолированные перекрестия без непосредственных поворотных-стрелочных пересечений с другими трамвайными линиями: на перекрёстке улицы Зорге (надземный уровень: путепровод с маршрутом № 4) и проспекта Победы (наземный уровень со скоростным маршрутом № 5), под которым на подземном уровне также находятся пути и станция метро; на перекрёстке Сибирского тракта (наземный уровень с маршрутом № 4) и улицы Арбузова (выемочный нижний уровень со скоростным маршрутом № 5).
Непосредственно на линии есть поворотные-стрелочные одноуровневые съезды на примыкающие другие линии совмещённых маршрутов: на перекрёстке улиц Ленская и Серова для маршрутов № 1, 6, на перекрёстке улицы Арбузова и проезда Сибирского тракта для маршрута № 6 и на перекрестке улиц Г. Тукая и Татарстан для маршрута № 2. Также на линии действуют 3 разворотных кольца у вокзала, в Борисково и на Технической ул. и 7 съездов с одного пути на другой для оборота двухкабинных вагонов в экстренных случаях. До замены подвижного состава с обычных на двухголовные вагоны на конечных остановках маршрута № 5 первого этапа в Солнечном городе на перекрёстках проспекта Победы и Оренбургского проезда и улиц Б. Урманче и М. Булатова использовался разворотный треугольник. На перекрёстках улиц Авангардной и Тульской, Кулагина и Технической есть одноуровневые пересечения с контактной сетью троллейбуса.

## Подвижной состав
На линии предусмотрена эксплуатация вагонов с повышенными скоростными характеристиками сочленённого низкопольного двухголовного типа, позволяющих сменять направление движения без использования оборота в виде трамвайного кольца.
При запуске линии первого этапа (маршрута № 5) были пущены обычные вагоны, 7 мая 2013 года — первый трёхсекционный сочленённый поезд АКСМ-843, а в июне — 2 первых АКСМ-62103. С июля 2013 года на линии прекращена эксплуатации старых трамваев с реостатно-контакторной системой управления (РКСУ). После поступления в распоряжение депо всех закупленных перед Универсиадой двадцати трамвайных поездов серии АКСМ-843 и более длинных сочлененных вагонов АКСМ-845 с 2015 года на линии стали использоваться только белорусские вагоны типов АКСМ-843,-845,-62103,-62105. С 2016 года поступили российские одиночные вагоны модели 71-623 производства УКВЗ. С 2019 года используются также российские вагоны одиночные 71-407 и трёхсекционные сочленнённые 71-409-01 завода Уралтрансмаш, с 2020 года — также одиночные вагоны 71-911 «City Star» Тверского завода.
| - Строительство линии по проспекту Победы, вид с путепровода по улице Рихарда Зорге - АКСМ-84300M на конечной в Солнечном городе - АКСМ-845 на проспекте Ямашева - АКСМ-62103 на подъезде к вокзалу Казань-1 |